# Judicaël z Rennes
Judicael z Rennes (bre. Yezekael, zm. 888 lub 889 pod Questembert) – książę Bretanii od 877, syn księcia Bretanii Gruvanda z Rennes i jego nieznanej z imienia żony, córki księcia Erispoe.

## Życiorys
Po śmierci ojca w 877 odziedziczył jego pretensje do tronu Bretanii. Gurvand walczył o władzę z Paskwetenem z Vannes, który również zmarł w 877. Jego następcą został Alan I Wielki, który kontynuował wojnę domową, mając za przeciwnika Judicaela, który kontrolował zachodnią Bretanię.
Pod koniec życia Judicael i Alan sprzymierzyli się przeciwko Normanom. W 888 lub 889 pokonali najeźdźców pod Questembert. W bitwie tej zginął Judicael. Alan został jedynym władcą Bretanii.